# Stadio Gelora Bung Karno
Lo Stadio Gelora Bung Karno (in indonesiano Stadion Utama Gelora Bung Karno), noto in precedenza come Stadio Principale Senayan e Stadio Principale Gelora Senayan, è un impianto sportivo situato al centro del Complesso Sportivo Gelora Bung Karno nella Giacarta centrale, in Indonesia. È usato principalmente per incontri di calcio, tanto che ospita le partite della nazionale dell'Indonesia e del club locale Persija della capitale di Giacarta. Lo stadio prende il nome di Sukarno, primo presidente dell'Indonesia, il quale coltivò l'idea di eficiare il complesso sportivo.
Fu aperto per la prima volta in occasione dei IV Giochi asiatici nel 1962, quando aveva una capacità di 110 000 posti a sedere. In seguito ha subito due ridimensionamenti: nel 2006, i seggi sono scesi a 88 306 in occasione della Coppa d'Asia tenutasi l'anno successivo; nel 2018 si è passati a 77 193 posti per i XVIII Giochi asiatici. A causa della ristrutturazione più recente che ha visto tutte le gradinate rimanenti sostituite da posti singoli, è il 28º stadio di calcio più grande del mondo e l'ottavo più grande dell'Asia.

## Concerti
Lo stadio ha anche ospitato concerti di artisti come  Michael Jackson e gruppi musicali tra cui i Deep Purple, i Coldplay e i Metallica.

## Incontri internazionali di rilievo
Nel complesso totale, lo stadio ha ospitato, anche in parte, i Giochi del Sud-est asiatico del 1979, del 1987. e del 1997 e nel 2011, le edizioni 2002, 2004, 2008, 2010, 2018 e 2022 dell'AFF Cup, il Campionato asiatico di calcio Under-19 2018, e in particolare la Coppa d'Asia 2007 (di preciso cinque delle partite del gruppo D, un quarto di finale e la finalissima vinta dall'Iraq contro l'Arabia Saudita).

### Coppa d'Asia 2007
| Arbitro: | Yūichi Nishimura |

|                             |           |           |
| Sudarsono 14’ Pamungkas 64’ | Marcatori | 27’ Jalal |

| Arbitro: | Mark Shield |

|                   |           |                       |
| Choi Sung-Kuk 66’ | Marcatori | 77’ (rig.) Al-Qahtani |

| Arbitro: | Ali Al-Badwawi |

|                              |           |           |
| Al-Qahtani 12’ Al-Harthi 90’ | Marcatori | 20’ Aiboy |

| Arbitro: | Sun Baojie |

|                        |           |                |
| Isa 43’ Abdullatif 85’ | Marcatori | 4’ Kim Do-Heon |

| Arbitro: | Mark Shield |

|  |           |                  |
|  | Marcatori | 33’ Kim Jung-woo |

| Arbitro: | Kwon Jung-Chul |

|                            |           |             |
| Al-Qahtani 3’ Al-Mousa 75’ | Marcatori | 81’ Solomin |

| Arbitro: | Mark Shield |

|             |           |  |
| Mahmoud 72’ | Marcatori |  |